# Luis Soria Iribarne
Luis Soria Iribarne (Madrid, Castella, 1852 - 6 de gener de 1935) fou un guitarrista i compositor espanyol.
Des dels vuit anys comença a ocupar-se de l'estudi de la guitarra, i més aprengué a tocar els instruments de punteig, havent-se també dedicat a la construcció d'aquests, especialment de la mandolina espanyola. Estudià profundament l'acústica d'aquests instruments el que li'n va permetre assolir bellíssims efectes d'execució i expressió. Va donar concerts amb gran èxit en les principals ciutats d'Europa i a Madrid fundà la primera societat guitarrista. El 1927 era professor de l'Acció Social Catòlica de Gijón. Fou autor de nombroses obres per a guitarra i guitarra i mandolina, entre elles Jellys, suite hetereogénea; Serenata Rondeña, i Nocturno.